# Jackson Township (comté de Linn, Missouri)
Pour les articles homonymes, voir Jackson Township.
Jackson Township est un ancien township, situé dans le comté de Linn, dans le Missouri, aux États-Unis,.
Le township est fondé en 1845 et probablement baptisé en référence à Andrew Jackson, président des États-Unis.

### Source de la traduction
- (en) Cet article est partiellement ou en totalité issu de l’article de Wikipédia en anglais intitulé « Jackson Township, Linn County, Missouri » (voir la liste des auteurs).